# Сабинум
Сабинум (Sabinum) — имение Горация, находившееся в Сабинской области (к северу от Тибура).
Меценат в 33 г. подарил его поэту (описание этого имения Гораций дал в 16 письме I кн., 1—14). Имение было не особенно большое, лежало в гористой местности, имело прохладную долину и тенистые леса; близ дома находился чистый холодный источник (Гораций дал ему имя Bandusia) и возвышение L u cretilis. Ср. Gaston Boissier, «Nouvelles promenades archéologiques» (П., 1886, стр. 1—62); И. Гревс, «Очерки по истории римского землевладения».